# Hotel Corbett Arms

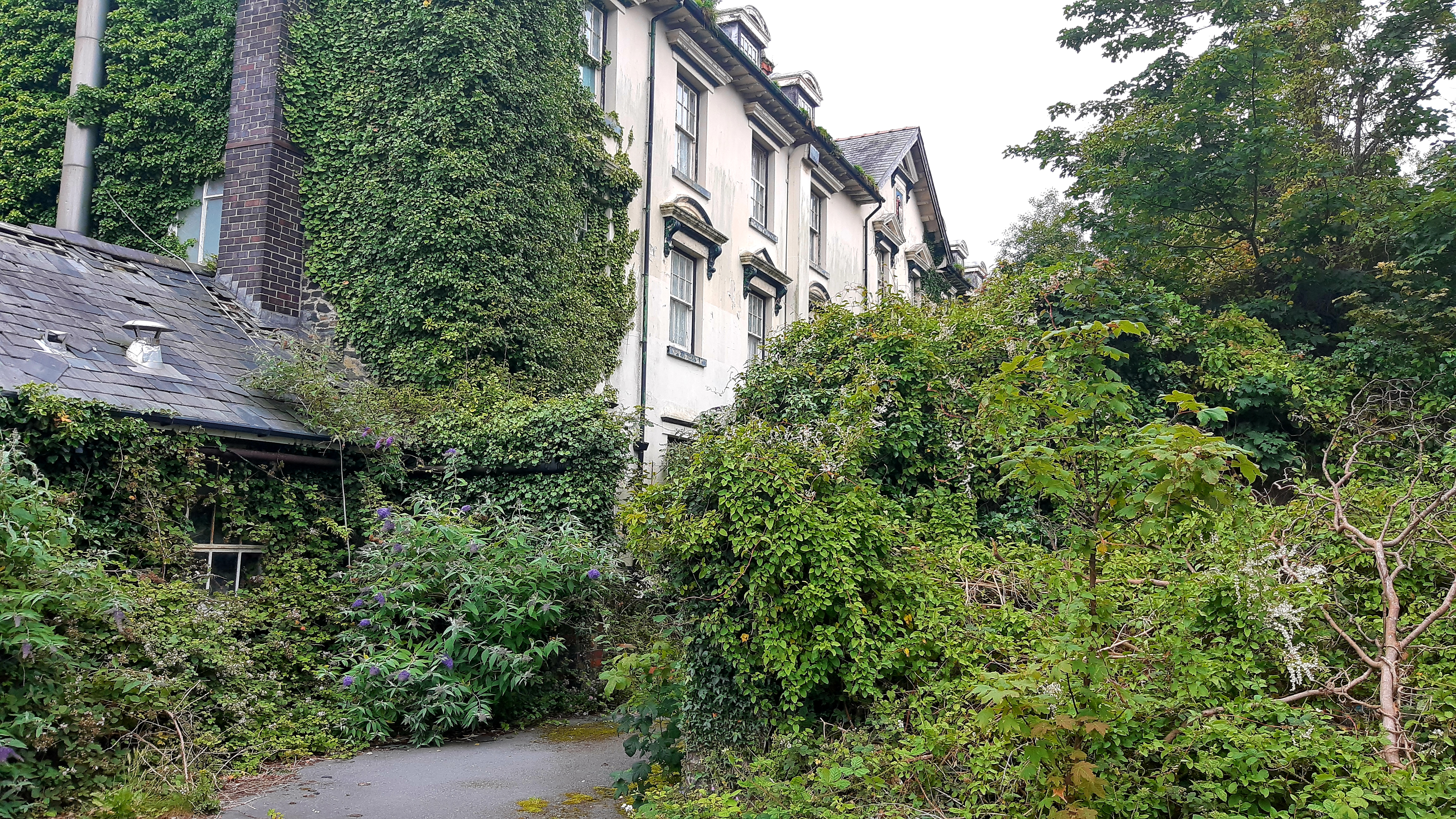

O Corbett Arms Hotel é um edifício listado como Grade II em Brook Street Tywyn, Gwynedd. O edifício está localizado numa das extremidades da Tywyn High Street, perto do Tywyn Cinema The Magic Lantern, recentemente reformado (2010).
O hotel está listado em 1833. Fazia parte da propriedade de John Corbett de Ynysmaengwyn.
Tem um estilo georgiano tardio, três andares de altura e sótão com telhado de ardósia.